# Société des peintres de montagne
La Société des peintres de montagne est une association artistique française créée en 1898 par Franz Schrader sous le patronage du Club alpin français.  Elle regroupe des artistes peintres, français ou étrangers, s'intéressant aux paysages de montagne.
Elle a pour vocation de promouvoir la qualité et la diversité des œuvres plastiques inspirées par la montagne.

## Historique
La Société des peintres de montagne (SPM) a été créée en 1898. Il avait été envisagé un temps de créer une section de peintres au sein du Club alpin français (CAF), créé en 1874, dont une des missions était « de faciliter et de propager la connaissance exacte des montagnes de France et des pays limitrophes […] par la publication de travaux scientifiques, littéraires et artistiques ». Finalement, sous l'impulsion de Franz Schrader, c'est une association séparée qui voit naissance, même si des liens très étroits existaient entre le CAF et la SPM.
La naissance de la SPM est annoncée dans le Bulletin du CAF d'avril 1898 : « Sous le patronage du Club alpin français, une Société des peintres de montagne vient de se constituer à Paris. Composée de membres d'honneur et de membres actifs, elle se propose de grouper tous les artistes qui, aimant la montagne, se plaisent à en traduire les spectacles grandioses et variés. Sa première exposition s'ouvrira le vendredi 6 mai, dans les salons du Cercle de la Librairie, Boulevard Saint-Germain, 117. Nous ne pouvons que souhaiter longue vie et prospérité à cette fille du Club alpin. Outre l'amour commun de la montagne, les noms de ses présidents d'honneur, MM. le président du Club alpin français, Prince Roland de Bonaparte et Joseph Vallot, et de son président, M. Schrader, témoignent assez des liens multiples et puissants qui rattachent la jeune société au Club Alpin Français ».

## Expositions annuelles
La SPM tient sa première exposition en mai 1898, au Cercle de la Librairie, à Paris, en présence des 36 membres fondateurs,.
Depuis, elle tient tous les ans une exposition, sans jury, permettant à ses membres d'exposer librement leurs œuvres.
Ces expositions sont également l'occasion d'expositions retrospectives de membres ou d'anciens membres qui se sont particulièrement illustrés dans le domaine de la peinture de montagne.
La 122e exposition de la SPM a eu lieu à Saint-Gervais-les-Bains lors de l'été 2010.
La 126e exposition de la SPM se tiendra au Fort de l'Ecluse (Ain) du 15 juin au 15 septembre 2013.

## Organisation
La SPM a un statut d'association loi de 1901. Son siège est situé à Paris.

### Qualité des membres
En ce début du XXIe siècle, la SPM regroupe une cinquantaine d'artistes (44 membres au 1er janvier 2008), pour la plupart héritiers des peintres paysagistes impressionnistes. La liste des membres actifs est consultable sur le site internet de la SPM.

### Liste des présidents
- Franz Schrader (1898-1901) ;
- Jean Desbrosses (1901-1906) ;
- Alexandre Nozal (1907-1929) ;
- Henri Cuënot (1929-1937) ;

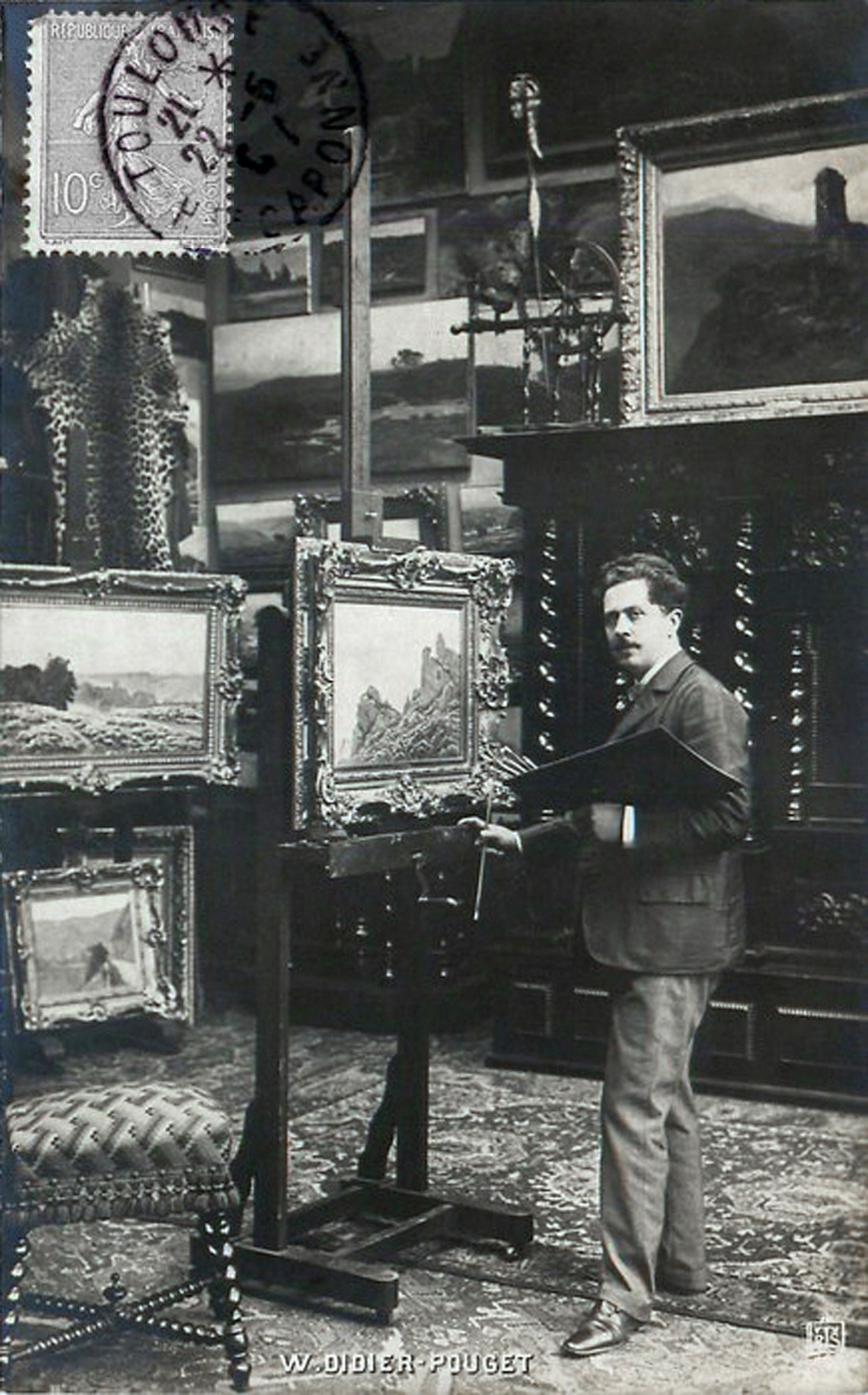
William Didier-Pouget dans son atelier

- William Didier-Pouget (1864-1959) ;
- Paul-Marcel Balmigère (1953) ;
- Charles-Henri Contencin (1954-1955) ;
- Edgard Bouillette (1955-1960) ;
- Marcel Mercier (1961-1975) ;
- Michel Mouchot (1976-1986) ;
- Jeanne Mouchot (1987-1991) ;
- François Ravanel (1991-1995) ;
- Robert Leroy-Wattiaux (1995-1999) ;
- Jacques Mesnildrey (1999-2010) ;
- Jean-Claude Tournou-Bergonzat (à partir de 2010).